# 循環日報
《循环日报》（英語：Universal Circulating Herald），是香港第一份華人资本、華人主理的報紙，於1874年創刊。

## 歷史
1871年，伦敦会属下的香港英華書院停辦，該校原設有一個印刷所，自製活字體鉛字。1873年，清代改良派思想家王韬和香港伦敦会印务所经理黄胜合资一万墨西哥鹰洋购买英华书院的印刷设备，包括中文活字钢模，迁往荷李活道29号，创立中华印务总局。並獲梁雲漢（梁鶴巢）、馮明珊、陳瑞南（桂士）等人投資擔任印務總局值理人。
1874年2月4日《循环日报》正式創辦，由中华印务总局印刷出版。因伦敦会出售印刷设备的合同言明星期日是西方礼拜日，不得使用印刷机，《循环日报》逢星期一至星期六出版，星期日无报。《循环日报》订报费为每年港币五圆。报名“循环”有“天道循环，自强不息”之意。内容上共分三栏，首栏选录京报，次栏为羊城新闻，最后一栏为中外新闻，每日报首有论说一篇，多出自王韬之手。在循環日報創刊之前，已經有兩家中文日報在香港流行，一份是英文《德臣西報》中文版《華字日報》，創刊于1872年；一份是《孖剌日報》的中文版《中外新報》，创刊于1858年，初为双日报，1873年改为日报。《循環日報》和《華字日報》为争夺订户，都各自标榜为“第一份中文日报”，为此《循环日报》特发表声明：“本印馆所有资本均出自我华人与各家新报馆有别”。
王韬在《论日报渐行于中土》以文化中表述他的办报宗旨：“西国之为日报主笔，必精其选，非绝伦超群者，不得预其列”；“其立论一秉公平，其居心务其诚正。如英国之泰晤士，人仰之如泰山北斗。国家有大事，皆视其所言为准则，盖主笔之所持衡，人心之所趋向也。”
《循环日报》分新闻版、广告版和政论。新闻包括国内新闻、本地新闻和商务行情。政论是《循环日报》有别于当时香港其他中文报纸的重要特点，王韬自任主笔，从1874年到1884年王韬在《循环日报》上发表千餘篇政论，鼓吹变法自强或评论政局（報紙現存大英图书馆）；部分政论如《变法自强》、《俄人志在兼并》、《禁鸦片》等收入1883年出版的《弢园文录外编》。
《循环日报》创办初期，王韬的女婿钱征，原任上海申报编辑，特地到香港协助；这期间在《循环日报》工作的还有美国留学生、前英华书院印务所经理黄胜、前孖剌日报翻译伍廷芳、洪士伟、胡礼垣等人。
1875年《循环日报》出版小印张线装《循环月刊》，内容是《循环日报》的精选。1878年《循环日报》出版晚报，也是中国最早的晚报。《循环日报》后来还出版《循环世界》副刊、《大字英华字典》（1914年）等。
《循环日报》不但流行于香港，也流行于中国、越南、新加坡、日本、英国、澳洲和美国等地。鲁迅在1927年写的《略论香港》、《匪笔三篇》、《庆祝沪宁克复的那一边》等文章都引用过香港《循环日报》的材料。循环日报在三十年代初曾出版《循環日報六十週年紀念特刊》，头版有李济深署名题词：“复见天心”和李宗仁署名题词：“振兹木铎，唤醒国民；循环无已，亿万斯春。”
《循环日报》在日本佔領香港時停刊，戰後的1946年短暫復刊約一年。到1959年，林靄民、張問強等再复辦，至1963年5月1日起停刊。

## 意义
1864年王韬曾任香港中文报《近事录编》编辑，但报纸所有权和经营方针完全掌握在英国人罗郎手中，王韬深感必须有一份“华人资本、华人操权”的日报才能表达华人的声音和代表华人在香港的利益。
中外新闻出版史学者公认《循环日报》是中国报刊历史上第一份“华人资本、华人操权”日报，林语堂1936年在芝加哥以英文出版的“中国报刊与舆论史”一书中推崇王韬为“中国新闻报纸之父”。王韬用他的笔杆子在《循环日报》发表的政论，为变法强国制造舆论，树立了文人不一定要“学而优则士”在清朝官府当官才能影响政治的榜样，开创“文人论政”的先河。洪深在1934年《申报总编纂“长毛状元”王韬考证》一文中认为王韬是政论高手，即使在二十世纪新闻界也未有人能超越他。